# تاریخ‌گذاری گاه‌شناختی
تاریخ‌گذاری گاه‌شناختی یا تاریخ‌گذاری گاه‌شمارشی (انگلیسی: Chronological dating) یا تاریخ‌گذاری گاه‌نگاشتی که به اختصار تاریخ‌گذاری یا سن‌یابی (dating) نیز نامیده می‌شود، فرایند نسبت‌دادن تاریخ به یک شی یا رویداد تاریخی در گذشته‌است و اجازه می‌دهد که چنین شی یا رویدادی در یک گاه‌شماری از پیش تعیین‌شده قرار گیرد. این کار معمولاً به چیزی نیاز دارد که معمولاً به عنوان «روش تاریخ‌گذاری» شناخته می‌شود. بسته به معیارها و تکنیک‌های مختلف، چندین روش تاریخ‌گذاری وجود دارد. برای نمونه، رشته‌هایی مانند تاریخ، باستان‌شناسی، زمین‌شناسی، دیرین‌شناسی، اخترشناسی و حتی علوم قانونی برخی از نمونه‌های بسیار شناخته شده از رشته‌هایی هستند که از چنین تکنیک‌هایی استفاده می‌کنند. کاربرد تاریخ‌گذاری در علوم قانونی از آنجاست که گاهی لازم است لحظه‌ای در گذشته که طی آن مرگ یک جسد اتفاق افتاده، بررسی شود. این روش‌ها معمولاً به‌عنوان روش مطلق شناخته می‌شوند که شامل تاریخ یا محدوده تاریخ مشخصی است؛ یا روش نسبی، که به نوعی تاریخ‌گذاری اشاره دارد که مصنوعات یا رویدادها را در یک جدول زمانی نسبت به سایر رویدادها یا مصنوعات قرار می‌دهد. شواهد و نشانگرهای دیگر می‌توانند به قرار دادن یک مصنوع یا رویداد در گاه‌شماری کمک کنند، مانند نوشته‌های نزدیک و نشانگرهای چینه‌شناسی.

## تاریخ‌گذاری نسبی و مطلق
روش‌های تاریخ‌گذاری معمولاً بر پایه دو معیار طبقه‌بندی می‌شوند: تاریخ‌گذاری نسبی و تاریخ‌گذاری مطلق

### تاریخ‌گذاری نسبی
روش‌های تاریخ‌گذاری نسبی قادر به تعیین سن مطلق یک شی یا رویداد نیستند اما این روش‌ها می‌توانند عدم امکان وقوع یک رویداد خاص را پیش یا پس از رویداد دیگری که تاریخ مطلق آن کاملاً مشخص است، تعیین کنند. این روش‌ها در باستان‌شناسی، زمین‌شناسی و دیرین‌شناسی به طرق مختلف به‌کار می‌روند. برای نمونه، در چینه‌ای که مشکلات یا ابهاماتی را برای تاریخ‌گذاری مطلق ارائه می‌دهد، گرده‌شناسی می‌تواند به عنوان یک مرجع نسبی با استفاده از مطالعه گرده‌های موجود در آن چینه یا لایه استفاده شود. این امر به این دلیل ساده پذیرفته شده‌است که برخی از گونه‌های گیاه‌شناسی، چه منقرض شده باشند یا نه، به خوبی به عنوان عضوی متعلق به موقعیت تعیین‌شده در مقیاس زمانی شناخته می‌شوند.

### تاریخ‌گذاری مطلق
روش‌های تاریخ‌گذاری مطلق به دنبال تعیین زمان مشخصی هستند که در طی آن یک شیء پدید آمده یا یک رویداد رخ داده‌است. در حالی که نتایج این تکنیک‌ها تا حد زیادی در جامعه علمی پذیرفته شده‌است، عوامل متعددی از جمله خطاهای نمونه برداری و اختلالات زمین‌شناسی وجود دارد که می‌تواند مانع از تاریخ‌گذاری دقیق مطلق شود. این نوع تاریخ‌گذاری زمانی از معیارهای مرجع مطلق به‌ویژه روش‌های تاریخ‌گذاری پرتوسنجشی استفاده می‌کند. بقایای مواد را می‌توان با مطالعه مواد آلی که بقایای آنها را می‌سازند کاملاً تاریخ گذاری کرد. به عنوان مثال، بقایایی که دارای قطعات آجر هستند را می‌توان تحت فرایند تاریخ‌گذاری گرماتابی (TL) به منظور تعیین زمان تقریبی پخت این مواد در گذشته قرار داد. از این تکنیک برای کشف تاریخ کلیسای جامع تورون در لهستان با آزمایش گرماتابی آجرهای برداشته‌شده استفاده شد. در این مثال، یک تاریخ مطلق به‌دست آمد که ابهامی را در دانش تاریخی کلیسا از بین برد.

## روش‌های تاریخ‌گذاری در باستان‌شناسی
باستان‌شناسان نیز مانند زمین‌شناسان یا دیرین‌شناسان، برای تعیین سن انسان‌های باستانی از روش‌های تاریخ‌گذاری استفاده می‌کنند؛ بنابراین، برای اینکه بقایای، اشیاء یا آثاری که قرار است تاریخ گذاری شوند، به عنوان آثار باستان‌شناسی در نظر گرفته شوند، باید با فعالیت‌های انسانی مرتبط باشند. معمولاً فرض بر این است که اگر بقایای یا عناصری که قرار است تاریخ گذاری شوند قدیمی تر از گونه انسان باشند، رشته‌هایی که آنها را مطالعه می‌کنند، علومی مانند زمین‌شناسی یا دیرین‌شناسی و برخی علوم دیگر هستند.
با این وجود، محدوده زمانی در تاریخ‌گذاری باستان‌شناسی در مقایسه با میانگین طول عمر یک انسان منفرد می‌تواند بسیار زیاد باشد. به عنوان نمونه، در غارهای پینکل پوینت، در سواحل جنوبی آفریقای جنوبی، شواهدی یافت شد مبنی بر اینکه منابع دریایی (صدف دریایی) تا ۱۷۰٬۰۰۰ سال پیش به‌طور مرتب توسط انسان‌ها مورد بهره‌برداری قرار گرفته‌اند. از سوی دیگر، بقایای آثاری با قدمت صد ساله نیز می‌تواند هدف روش‌های باستان‌شناسی باشد.